# 永兴镇 (利辛县)
永兴镇，是中华人民共和国安徽省亳州市利辛县下辖的一个乡镇级行政单位。

## 行政区划
永兴镇下辖以下地区：
双龙社区、程湖社区、徐营社区、诸王社区、谭铺村、解集村、法堂村、永安村、永兴村、徐寨村、永顺村和大门村。